# Jovan Miladinović
Jovan Miladinović (Belgrado, 30 gennaio 1939 – Belgrado, 11 settembre 1982) è stato un calciatore jugoslavo, di ruolo centrocampista.